# 눈먼 새의 노래
《눈먼 새의 노래》는 MBC에서 1994년 12월 12일부터 1994년 12월 13일까지 방영된 기획 특집 드라마이다. 강영우 박사의 성공적인 재활 과정을 극화함으로써 장애인들의 재활의지를 북돋기 위해 기획되었다. 또한 안재욱의 데뷔작이기도 하다.
망막박리로 인한 후천성 실명의 시련을 딛고 시각장애인으로는 처음으로 미국 유학을 떠나 박사 학위를 취득한 강영우 박사의 실화를 바탕으로 한 휴먼드라마이며, 그가 역경을 이기고 결혼하기까지의 과정을 그렸다.
탄탄한 대본과 연출력, 그리고 안재욱의 연기력 등 삼박자가 어울러져 진한 감동과 여운을 남기며 수작으로 평가받았다.
한편, 1996년 3월 25일부터 3월 26일까지 재방송된 바 있었다.

## 줄거리
중학생인 영우는 축구를 하다 날아온 공에 맞아 실명한다. 그후 홀어머니마저 세상을 떠나자 영우는 국립 맹아학교에 보내지고 동생들은 고아원과 제재소에 맡겨진다. 여대생인 경숙은 걸스카우트 봉사활동에 참여했다가 영우를 만나 자원봉사자로서 그의 눈과 지팡이가 된다.
대학입시공부를 하기 위해 기숙사 규칙을 어기고 담요 속에서 공부하던 영우는 사감에게 들켜 대학 나온 맹인은 설 자리가 없으니 안마나 열심히 배우라는 고언을 듣는다. 영우의 맹인 친구들은 영우의 공부를 돕기 위해 자기들이 돌아가면서 점자책을 대신 읽어주기로 하고 경숙은 아르바이트 대학생을 구해 영우를 가르치도록 주선한다.

## 등장 인물

### 주요 인물
- 안재욱 : 강영우 역
- 김혜수 : 석경숙 역

### 주변 인물
- 박은수 : 맹인학교 교사 역
- 김응석 : 영우의 개인 교사 역
- 서권순 : 경숙의 어머니 역

### 그 외 인물
- 최범호 : 대학 입시 접수원 역

## 수상
- 1995년 1월 방송위원회 이달의 좋은 프로그램상[3]